# Грачёв, Владимир Александрович (футболист)
Влади́мир Алекса́ндрович Грачёв (1926, Люберцы, Московская губерния — 1960-е) — советский футболист, вратарь.
Воспитанник футбольной школы «Трудовые Резервы» Москва. Начинал играть в команде в группе II (1946—1947). В 1948—1955 годах выступал за московский «Локомотив», провёл в первенстве 116 матчей (плюс два аннулированных).
В 1966—1967 годах — тренер «Торпедо» Люберцы.